# Pointre
Pointre település Franciaországban, Jura megyében. Lakosainak száma 126 fő (2022. január 1.). Pointre Champagney, Flammerans, Soissons-sur-Nacey, Frasne-les-Meulières, Montmirey-la-Ville, Montmirey-le-Château és Peintre községekkel határos.

## Népesség
A település népességének változása:
| Lakosok száma | 69   | 68   | 69   | 89   | 122  | 125  | 126  | 127  | 126  | 126  |
|               | 1968 | 1982 | 1990 | 2006 | 2013 | 2015 | 2017 | 2019 | 2020 | 2022 |